# Ben Warren
Benjamin Warren (ur. 7 maja 1879 w Newhall, zm. 15 stycznia 1917 w Mickleover) – angielski piłkarz, reprezentant kraju.
Początkowo był zawodnikiem Derby County. W 1903 zagrał w finale pucharu Anglii, w którym jego klub przegrał 0:6 z Bury. W latach 1908–1912 występował w Chelsea – łącznie w barwach londyńskiego zespołu rozegrał 101 meczów i strzelił cztery gole. Był także reprezentantem Anglii. W kadrze zadebiutował 17 lutego 1906 roku w spotkaniu z Irlandią. Pierwszego gola strzelił 8 czerwca 1908 w pojedynku z Austrią, zaś drugą bramkę zdobył 1 czerwca 1909 również w meczu z Austrią.